# Kylie Jenner
Kylie Kristen Jenner (Los Angeles, 1997. augusztus 10. –) amerikai valóságshow-szereplő, üzletasszony, dollármilliárdos, a Kylie Cosmetics alapítója és tulajdonosa. A Keeping Up with the Kardashians sorozattal vált testvéreivel világhírűvé.

## Magánélete
Édesapja Bruce/Caitlyn Jenner. Bruce Jenner az eredeti neve, de nemátalakító műtéte után felvette a Caitlyn Jenner nevet. Ő egykori olimpikon volt, Caitlyn-nek szintén a második házasságából született Kylie Jenner. Kris Jenner első házasságból 4 gyerek született, akik Kylie anyai ágú féltestvérei:
- Kourtney Kardashian: 18 évvel idősebb Kylie-nál
- Kim Kardashian: 17 évvel idősebb Kylie-nál
- Khloé Kardashian: 13 évvel idősebb Kylie-nál
- Rob Kardashian: 10 évvel idősebb Kylie-nál

Édesanyja Kris Jenner, aki gyermekei (Kourtney, Kim, Khloé, Rob, Kendall és Kylie) menedzselésével foglalkozik, amolyan „momager” (az angol mom szó (anya) és a menedzser szó összeolvadása). Kris Jenner második házasságából született Kylie Jenner. Kris Jenner első házasságból 4 gyerek született, akik Kylie anyai ágú féltestvérei:
- Kourtney Kardashian: 18 évvel idősebb Kylie-nál
- Kim Kardashian: 17 évvel idősebb Kylie-nál
- Khloé Kardashian: 13 évvel idősebb Kylie-nál
- Rob Kardashian: 10 évvel idősebb Kylie-nál

Egyetlen édestestvére van: Kendall Jenner. Kendall modellkedéssel foglalkozik, két és fél évvel idősebb Kylie-nál.
Kylie Jenner a Sierra Canyon iskolába járt, ahol pomponlány volt, de 2012-ben úgy döntött, hogy magántanuló lesz. 2015 júliusában szerezte meg a középiskolai bizonyítványát a Laurel Springs Schoolban.
2017 szeptemberében bejelentették, hogy Jenner az első gyerekét várja a rapper II Jacques Bermon Websterrel (Travis Scott), akivel 2017-től alkotott egy párt. 2018. február 4-én megerősítette terhességét és nyilvánosságra hozta, hogy kislányának február 1-jén adott életet. Február 6-án bejelentette, hogy lányát Stormi Websternek nevezte el. 2019 szeptemberében jelentette be a pár, hogy külön folytatják útjukat, de gyermeküket közösen nevelik. Travis és Kylie később újra összejöttek, majd 2021. szeptember 7-én bejelentették, hogy a második gyermeküket várják. 2022. február 2-án megszületett fia, Aire Webster.

## Pályafutása

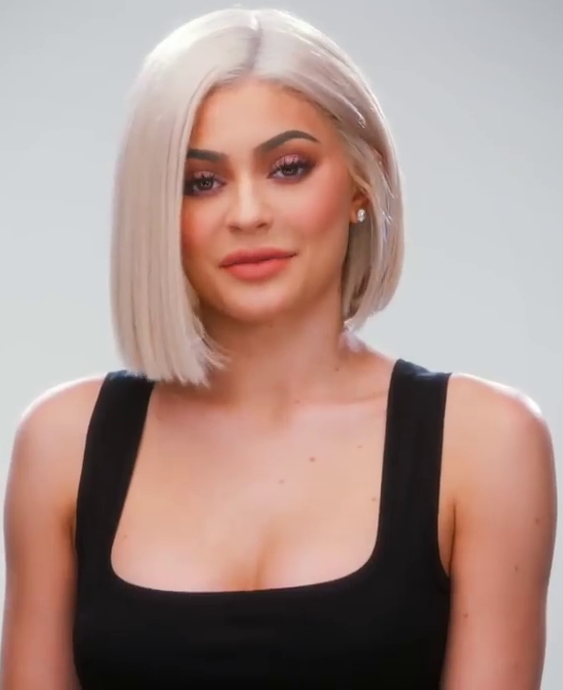
2017-ben

2007-ben Kylie és szülei, illetve testvérei közül Kendall, Kim, Khloé, Kourtney és Rob elkezdték a Keeping Up with the Kardashians (magyarul K, mint Kardashian) valóságshow-t. A sorozat hamar népszerűvé vált, és az E! csatorna külön sorozatokat indított mellé Kourtney and Khloé Take Miami, Khloé & Lamar, illetve Kourtney and Kim Take New York címmel. 2012. februárjában Kendallel együtt voltak a The Vow premierjének műsorvezetői, márciusban pedig az Éhezők viadala sztárjait interjúvolták meg. Még ebben az évben Kendall és édesanyja mellett szerepelt az America's Next Top Model (Topmodell leszek!) egyik epizódjában.
2014-ben Kendall-lel házigazdái voltak a Much Music Video Awards-nak, Kylie ezzel debütáltatta színészi karrierjét a show-hoz készült promó videóval. Szerepeltek PartyNextDoor Recognize című klipjében, Kylie egyedül pedig Jaden Smith Blue Ocean videójában is feltűnt. Kendall-lel társszerzője volt egy novellának, a Rebels: City of Indra: The Story of Lex and Livia-nek. A két lány kritikákkal nézett szembe ugyanis sokan úgy vélték a novella valódi szerzője, Maya Sloan felelős a munka nagy részéért, a két híresség pedig csak egy kétoldalas vázlatot írtak arról, hogyan akarják, hogy kinézzen a sztori. Annak ellenére, hogy az első négy hónap alatt csupán 13,000 példány kelt el, később kapott egy folytatást, a Time of the Twins. Egy ilyen sűrű év után nem csoda, hogy a Time magazin 2014. október 13-án Kendall-t és Kylie-t nevezte ki a legbefolyásosabb tinikké a tinédzserekre való jelentős hatásuk miatt.
2015 novemberében feltűntek Justine Skye I'm Yours című videóklipjében. 2016 májusában Kylie zenei debütálása is megtörtént, amikor Burberry Perry Beautiful Day című számában rappelt Lil Yachty, Jordyn Woods és Justine Skye mellett. A következő hónapban megint egy videóklipben tűnt fel, PartyNextDoor Come and See Me-jében. 2017 júniusában 59. helyen szerepelt a Forbes Celebrity 100 listáján, ami az elmúlt 12 hónap legjobban kereső celebeit listázza. Kylie 41 millió dollárral került fel, és ő lett a legfiatalabb híresség a listán, mindössze 19 évesen. Augusztusban debütált a reality show, ami az életét mutatja be, Life of Kylie címmel. 
2020-ban szerepelt Ariana Grande és Justin Bieber Stuck With U videóklipjében, valamint Cardi B és Megan Thee Stallion WAP klipjében. Később petíciót indítottak, hogy Kylie-t távolítsák el belőle, amit több, mint 65 ezren írtak alá. Ebben az évben már az élére került a Forbes legjobban fizetett celebjei listájának. 2022. januárjában ő lett az első nő, aki több mint 300 millió követőt szerzett az Instagramon.
2017 februárjában énekesnő és színésznő Kylie Minogue megnyerte a pert Jenner ellen a Kylie-védjegyért.
2017 januárjában sminkes Vlada Haggarty meggyanúsította Jennert, hogy ellopta az ő kreatív és esztétikus munkáit, mint például a csöpögős szájfényt és az arany ujjlenyomatokat. Később Jenner megjelölte Haggartyt mint a logók eredeti kitalálóját és lefizette, hogy a további pereket elkerülje.

### Modellkarriere
Kylie a modellkarrierjét a Sears Crush Your Style kollekciójával kezdte, illetve a Nick Saglimbeni által készített fotósorozattal. Számos magazin címlapján szerepelt, és sokszor kérik fel fotózásra, emiatt modellként is számontartják.

## Kapcsolatai
- Ramsey IV: 2008-tól 2011-ig.
- Cody Simpson: 2012. január – 2012. május
- Jaden Smith: 2012.
- Justin Bieber: 2014.
- Miles Rithcie: 2014. július
- Tyga: 2014. október – 2016. november
- Travis Scott: 2017. április – 2019. szeptember, majd 2021-2023
- Timothée Chalamet: 2023 ősz - jelenleg

## Filmográfia
| Év            | Film/TV-műsor                     | Szerep     | Megjegyzés               |
| ------------- | --------------------------------- | ---------- | ------------------------ |
| 2022-jelenleg | The Kardashians                   | saját maga | valóságshow (3 epizód)   |
| 2021          | For Real: The Story of Reality TV | saját maga | valóságshow              |
| 2021          | Trolls: Holiday In Harmony        |            | fantasy                  |
| 2018          | Ocean's 8                         | saját maga | akciófilm (cameo)        |
| 2018          | Generation Wealth                 |            | dokumentum               |
| 2017          | Life of Kylie                     | saját maga | valóságshow (8 epizód)   |
| 2017          | Collision Course                  |            | dokumentum               |
| 2017          | So Cosmo                          | saját maga | valóságshow              |
| 2016          | I Am Cait                         | saját maga | valóságshow              |
| 2015          | Kingin' With Tyga                 | saját maga | valóságshow              |
| 2011          | Ridiculousness                    |            | valóságshow              |
| 2007-2021     | Keeping Up with the Kardashians   | saját maga | valóságshow (280 epizód) |